# Suolojaure (Jukkasjärvi socken, Lappland)
Suolojaure är en sjö i Kiruna kommun i Lappland och ingår i Kalixälvens huvudavrinningsområde. Sjön har en area på 0,392 kvadratkilometer och ligger 541 meter över havet. Sjön avvattnas av vattendraget Pahtohajåkk.

## Delavrinningsområde
Suolojaure ingår i det delavrinningsområde (752885-167839) som SMHI kallar för Mynnar i Rakkurijärvi. Medelhöjden är 528 meter över havet och ytan är 26,17 kvadratkilometer. Det finns inga avrinningsområden uppströms utan avrinningsområdet är högsta punkten. Pahtohajåkk som avvattnar avrinningsområdet har biflödesordning 4, vilket innebär att vattnet flödar genom totalt 4 vattendrag innan det når havet efter 337 kilometer. Avrinningsområdet består mestadels av skog (70 procent) och sankmarker (22 procent). Avrinningsområdet har 2,12 kvadratkilometer vattenytor vilket ger det en sjöprocent på 5,7 procent.